# 選帝侯

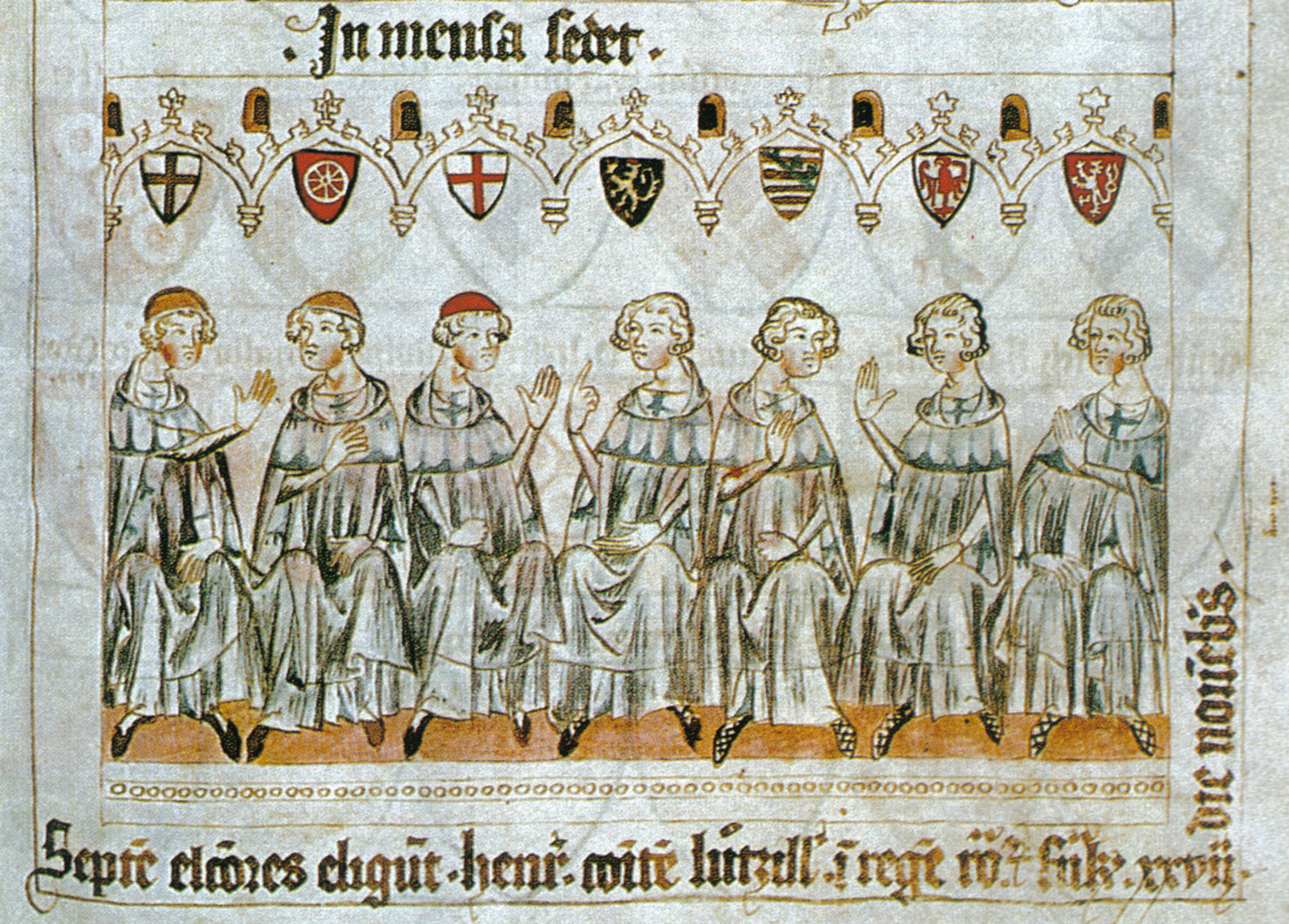
七選帝侯（ハインリヒ7世時代）

選帝侯（せんていこう、ドイツ語: Kurfürst）は、神聖ローマ帝国において、ローマ王（ドイツ王）すなわち神聖ローマ帝国の君主に対する選挙権（選定権）を有した諸侯のことである。選挙権以外にも他の帝国諸侯とは一線を画した数々の特権を有した。選挙侯（せんきょこう）または選定侯（せんていこう）ともいう。

## 名称について
選「帝」侯とは言うが、法的には彼らが有するのは「ローマ王」の選挙権であって、皇帝の選挙権ではない。ローマ王は東フランク王から連続する君主号であり事実上神聖ローマ帝国の君主でもあるが、さらに神聖ローマ皇帝として即位し戴冠されなければ皇帝ではないからである。このため、「選挙侯」とも呼ばれるが、研究者によっては「選定侯」と呼ぶ者もいる。「選定」との語は、当時のローマ王の選挙手続において「選挙」（Wahl）と「選定」（Kur）が法的に区別されており、選帝侯が担ったのは後者であったことによる。なお、1508年にマクシミリアン1世が教皇に戴冠されることなく皇帝を称し、その後の皇帝もこの例にならうこととなったため、実質的には「選帝侯による選出」イコール「皇帝即位」となった。
選帝侯の「侯」は侯爵ではなく「諸侯」（皇帝に従う封建領主）を意味している。なお、実際の地位は王・公・宮中伯・辺境伯・方伯・大司教であった。しかし、時代が下がると選帝侯の地位そのものが領主の称号のように扱われるようになった。

## 歴史
ローマ王（ドイツ王）の選挙は1198年から1792年まで行われた。1198年、ローマ教皇インノケンティウス3世はヴェルフ家及びホーエンシュタウフェン朝のローマ王位争いについて、ライン川流域の4人の選帝侯、すなわちマインツ大司教、ケルン大司教、トリーア大司教、ライン宮中伯の賛同が不可欠であると定めた。ライン宮中伯の選帝権はバイエルン公と交代で行使された。
1257年以来、選帝侯会議は上記の4人とザクセン公、ブランデンブルク辺境伯の合計6人によって占められ、これに1289年、ボヘミア王が加わって7選帝侯となった。1356年にカール4世が発した金印勅書によって、この顔ぶれと選挙の手続き、選帝侯の特権が法的に確定した。なお、カール4世の当選に貢献したマインツ・ケルン・トリーア大司教の功績を称えて、ライン宮中伯をふくめた4選帝侯領でライングルデンが鋳造されるようになった。
1485年にザクセン公であったヴェッティン家はエルネスティン家とアルベルティン家に分裂する（ライプツィヒの分割）。エルネスティン系の選帝侯ヨハン・フリードリヒは1531年に結成されたシュマルカルデン同盟の主導者の一人となり、1546年には皇帝カール5世に宣戦布告した（シュマルカルデン戦争）。シュマルカルデン戦争において、ヨハン・フリードリヒは、又従弟に当たるアルベルティン家のモーリッツの裏切りによって、1547年のミュールベルクの戦いに敗れて捕縛され、テューリンゲン地方を除いて所領を剥奪された。戦後、モーリッツは皇帝からザクセンの領地と選帝侯を授かる。これ以降、ザクセン選帝侯位はアルベルティン家が継承してゆく。なお、シュマルカルデン戦争の戦後処理の苛烈さに不満を抱いたモーリッツはカール5世に反旗を翻すが、皇太弟フェルディナントとパッサウ条約を結んで和解している。
1618年のプラハ窓外投擲事件をきっかけとして新教派のベーメン貴族達はプファルツ＝ジンメルン家のプファルツ選帝侯フリードリヒ5世を新国王に選出する。これにより、ベーメン・プファルツ戦争が生じる。1623年、ベーメンを平定してフリードリヒ5世を追い払った皇帝フェルディナント2世は、フリードリヒ5世のライン宮中伯位と選帝侯位を剥奪し、同じヴィッテルスバッハ家のバイエルン公マクシミリアン1世に与えた。この行為は帝国諸侯の反発を買うことになったが、1648年のヴェストファーレン条約において、オーバープファルツと選帝侯位の移動が認められた。この条約では、同時にフリードリヒ5世の子カール1世にライン宮中伯位の継承と新たな第8の選帝侯の地位が認められた。また、この三十年戦争でハプスブルク家が帝国全体を考えた政治をしなかったために、ライン宮中伯とブランデンブルク辺境伯の2選帝侯が婚姻政策を通じてオランダ共和国のオラニエ＝ナッサウ家に接近し、自律性を高めた。ブランデンブルク辺境伯はロシアにも接近していた。
1692年に、ヴェルフ家の後裔ブラウンシュヴァイク＝リューネブルク家のカレンベルク侯エルンスト・アウグストがオランダ侵略戦争と大トルコ戦争の功によって、皇帝レオポルト1世から9番目の選帝権を与えられた。エルンスト・アウグストの息子ゲオルク・ルートヴィヒは1708年の帝国議会においてブラウンシュヴァイク＝リューネブルク選帝侯（通称ハノーファー選帝侯）として、正式に選帝侯の地位が認められた。この出来事はプロテスタントへの宥和策のとしての側面もあった（当時、ザクセン選帝侯フリードリヒ・アウグスト1世がカトリックに改宗し、8人の選帝侯のうち、プロテスタントはブランデンブルク選帝侯のみであった）。これにより、ゲオルク・ルートヴィヒは散り散りになっていたブラウンシュヴァイク＝リューネブルク公領の大半をまとめることに成功した。
1700年前後には、世俗選帝侯による帝国外での王位獲得の動きが盛んになる。1697年にはザクセン選帝侯フリードリヒ・アウグスト1世がロシアとオーストリアの支援を得てポーランド・リトアニア共和国の王として即位した。翌1698年にはバイエルン選帝侯の長子ヨーゼフ・フェルディナントが子のいないスペイン王カルロス2世の後継者としてアストゥリアス公となり（スペイン王となることなく夭折）、1701年には17世紀末からイングランドの王位継承の有力候補と目されていたハノーファー選帝侯ゲオルク・ルートヴィヒが、王位継承法によって正式に実母ゾフィーに次ぐイングランドの第2位の王位継承者となった。同年、プロイセン公でもあったブランデンブルク選帝侯フリードリヒ3世が、スペイン継承戦争での援軍の見返りとしてレオポルト1世から王号を許され、ケーニヒスベルクで「プロイセンの王」として戴冠した。1714年にはゲオルク・ルートヴィヒはグレートブリテン王となり、ジョージ1世としてハノーヴァー朝を創始した。
スペイン継承戦争では他に、フランス側に就いたバイエルン選帝侯マクシミリアン2世エマヌエルとその弟ケルン選帝侯ヨーゼフ・クレメンスが帝国アハト刑を言い渡され、選帝権が停止された。その後、1714年にスペイン継承戦争の講和条約であるラシュタット条約で回復した。
1777年にバイエルン系ヴィッテルスバッハ家が断絶すると、プファルツ選帝侯カール4世フィリップ・テオドールがバイエルン選帝侯位を継承した。これによりバイエルン公とライン宮中伯のヴィッテルスバッハ家は統合され、ヴェストファーレン条約の規定によりライン宮中伯としての選帝侯位は消滅した。以降、1792年の最後の皇帝選挙まで選帝侯の顔ぶれは変化することはなかった。
ナポレオン戦争中には聖界選帝侯が選帝権を失い、中堅世俗諸侯に選帝侯位があたえられた。1801年、ナポレオン・ボナパルトと皇帝フランツ2世の間にリュネヴィルの和約が結ばれ、神聖ローマ帝国のライン川左岸地域がフランスに割譲された。これにより、トリーア大司教とケルン大司教は領地を失い、選帝権を喪失した。1803年にはバーデン辺境伯カール・フリードリヒとヴュルテンベルク公フリードリヒ3世が選帝侯となった。これらの選帝侯は帝国代表者会議主要決議でブランデンブルク＝プロイセンと共に大幅に領土を拡大し、仏墺の緩衝地帯となった。また、帝国代表者会議主要決議ではザルツブルク大司教領が世俗化され、リュネヴィル条約によってトスカーナ大公国を失った大公フェルディナンド3世が選帝侯でもあるザルツブルク公となった。その後、同様に帝国代表者会議主要決議で勢力を大きくしたヘッセン＝カッセル方伯ヴィルヘルム9世も選帝侯となった。1805年のプレスブルクの和約ではバイエルン選帝侯とヴュルテンベルク選帝侯の王への昇格が取り決められた。
1806年、フランツ2世が退位し、神聖ローマ帝国が解散したことで選帝侯位も消滅した。

## 選帝侯の一覧

### 金印勅書で指定された7選帝侯

#### 聖界諸侯
マインツ大司教→レーゲンスブルク大司教
ゲルマニア（ドイツ）における大書記官長。1356年の金印勅書で皇帝選挙の主催者とされ、選帝侯の筆頭に位置づけられると、以後 Erzkanzler durch Germanien は「ゲルマニアにおける大書記官長」から「神聖ローマ帝国の宰相」を指す語となった。また、皇帝選挙の際には最後に投票するよう定められており、それまでの投票で各候補者が同票の場合には、マインツ大司教が選挙結果を決めるようになっていた。
1803年にレーゲンスブルク大司教と改称。
トリーア大司教（トリーア選帝侯）
ガリア及びブルグントにおける大書記官長。1801年、ライン左岸のフランス（ナポレオン）への割譲により選挙権を失う。
ケルン大司教　(ケルン選帝侯)
イタリアにおける大書記官長。選出された国王に戴冠するのはケルン大司教の職務であったが、15世紀以降マインツ大司教が戴冠するようになった。1801年、ライン左岸のフランス（ナポレオン）への割譲により選挙権を失う。1583年から1761年までバイエルン系ヴィッテルスバッハ家が大司教位を独占。選帝侯ソナタは少年時代のベートーヴェンが作曲し、当時のケルン大司教に献呈したことからこの名で通称される。

#### 世俗諸侯

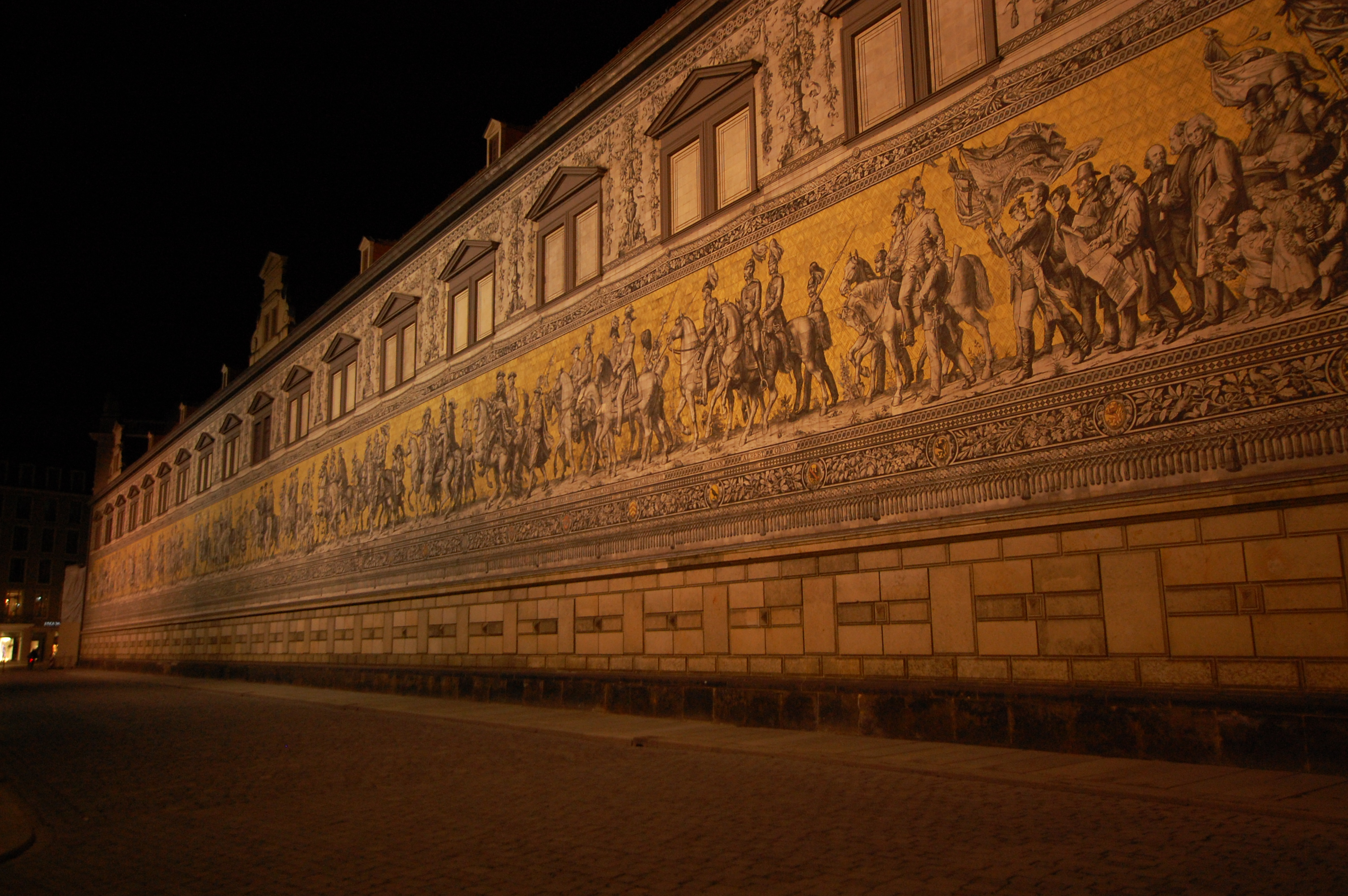
ドレスデンの陶板壁画『君主たちの行列』。歴代ザクセン選帝侯が描かれている。「この行列の君主は選帝侯なり」「ドイツの古き良き忠誠心の顕れなり」と碑文にある。ザクセン選帝侯だけ7選帝侯の中で皇帝を出さなかった。

ボヘミア（ベーメン）王
献酌侍従長。
ボヘミア王自身国王選挙によって選出される王であったが、1526年にフェルディナント1世が王となり、1544年に世襲の王国とした。このため、以降は三十年戦争およびオーストリア継承戦争の期間を除いてハプスブルク家に保有され、1806年の帝国消滅を迎えた。
ライン宮中伯（ライン・プファルツ伯）→バイエルン公
シュヴァーベン地方及びライン川沿岸地域における国王代理。大膳職長官。
1648年にヴェストファーレン条約で遠縁のバイエルン公に選帝侯位が移動。以降、スペイン継承戦争の一時期を除いて1806年の帝国消滅までバイエルン公が保持した。ライン宮中伯位は1214年、バイエルン公位は1180年から、ヴィッテルスバッハ家が世襲。1329年から1777年まではバイエルン系とプファルツ系に分裂。
ザクセン公（ザクセン＝ヴィッテンベルク公）
ザクセン法地域における国王代理。侍従武官長。
1180年からアスカーニエン家が領地とした。アルブレヒト1世の死後、ヴィッテンベルクとラウエンブルクに分裂し、それぞれがザクセン公としてローマ王を擁立した。カール4世の金印勅書ではザクセン＝ヴィッテンベルク公に選帝侯の資格が与えられた。アスカーニエン家断絶後はマイセン辺境伯兼テューリンゲン方伯であったヴェッティン家にザクセン選帝侯位が与えられた。1697年から1763年までポーランド王を兼ねた。
ブランデンブルク辺境伯
式部長官。
1356年時点ではバイエルンと同君連合。その後カール4世の買収により1373年からルクセンブルク家が保有。1415年にニュルンベルク城伯フリードリヒ6世に譲渡されてからはホーエンツォレルン家が世襲。1618年よりプロイセン公国と同君連合、1701年にプロイセン公は王に昇格した。

### 金印勅書以降に選帝権を与えられた諸侯
ライン宮中伯（ライン・プファルツ伯）
1623年、バイエルン公に領土と選帝権を奪われたが、1648年にヴェストファーレン条約でオーバープファルツを除く領土を回収した上で新たな選帝権と内帑長官の宮中職を獲得した。ただしこの選帝権はバイエルン公と同君連合した時点で失われると定められていた。1777年、ライン宮中伯カール4世フィリップ・テオドールがバイエルン選帝侯位を継承し、これによりライン宮中伯としての選帝侯位は消滅した。
ブラウンシュヴァイク＝リューネブルク公（ブラウンシュヴァイク＝カレンベルク公）
宮廷所在地からハノーファー選帝侯と呼ばれることもある。1692年に選帝権を獲得した(但し、帝国議会に承認されるのは1708年)。宮中職は初めは旗手長、ライン宮中伯の選帝権の消滅後は内帑長官。1714年以降グレートブリテン王国と同君連合（ハノーヴァー朝）。

#### ナポレオン戦争中に選帝権を与えられた諸侯
1806年に神聖ローマ帝国が消滅したため、以下の4諸侯が選帝権を行使することはなく、選帝侯位に付随する宮中官職も持たなかった。
バーデン辺境伯
1803年に選帝権獲得。
ヴュルテンベルク公
1803年に選帝権を獲得。選帝権を得る以前から世襲旗手職(Erbbanneramt)という宮中職に就いていた。
ザルツブルク公
1803年に帝国代表者会議主要決議でザルツブルク大司教領が世俗化され、ハプスブルク家のトスカーナ大公フェルディナント3世が選帝侯となった。
ヘッセン＝カッセル方伯
1803年に選帝権を獲得。なお、1806年に神聖ローマ帝国が消滅したことで選帝侯という地位も失われたが、ヘッセン＝カッセルのみはヘッセン＝ダルムシュタット大公よりも格上であることを示すため、1866年にプロイセンに併合されるまでヘッセン選帝侯の称号を用い続けた。

## 宮内官
選帝侯はそれぞれ、席次に対応した名義上の上位帝国宮中官職を持っており、皇室の一員とされた。3人の聖界選帝侯は全員、神聖ローマ帝国を構成する3王国の大書記官長(ドイツ語: Erzkanzler, ラテン語: archicancellarius)の官職を持っており、マインツ大司教はドイツ大書記官長、トリーア大司教はガリア＝ブルグント大書記官長、ケルン大司教はイタリア大書記官長の官位をそれぞれ持っていた。それ以外の世俗選帝侯については以下に保持した宮中職位とそれを示す個別の紋章(世俗選帝侯は皇帝の即位式のパレードの際にレガリアを掲げる役を与えられており、献酌侍従長(杯)を除いて担当する宝物を選帝侯としての紋章の意匠として組み込んでいた)の一覧を記す。
| 紋章                                                                        | 帝国官位   | ドイツ語         | ラテン語          | 選帝侯                                               |
| --------------------------------------------------------------------------- | ---------- | ---------------- | ----------------- | ---------------------------------------------------- |
|                                                                             | 献酌侍従長 | Erzmundschenk    | Archipincerna     | ボヘミア王                                           |
|                                                                             | 大膳職長   | Erztruchseß      | Archidapifer      | ライン宮中伯 1623年まで                              |
| バイエルン公、1623年 - 1706年                                               | 大膳職長   | Erztruchseß      | Archidapifer      |                                                      |
| ライン宮中伯、1706年 - 1714年                                               | 大膳職長   | Erztruchseß      | Archidapifer      |                                                      |
| バイエルン公、1714年 - 1806年                                               | 大膳職長   | Erztruchseß      | Archidapifer      |                                                      |
|                                                                             | 侍従武官長 | Erzmarschall     | Archimarescallus  | ザクセン公                                           |
|                                                                             | 式部長官   | Erzkämmerer      | Archicamerarius   | ブランデンブルク辺境伯                               |
|                                                                             | 内帑長官   | Erzschatzmeister | Archithesaurarius | ライン宮中伯、1648年 - 1706年                        |
| ブラウンシュヴァイク＝カレンベルク公（ハノーファー選帝侯）、1710年 - 1714年 | 内帑長官   | Erzschatzmeister | Archithesaurarius |                                                      |
| ライン宮中伯、1714年 - 1777年                                               | 内帑長官   | Erzschatzmeister | Archithesaurarius |                                                      |
| ハノーファー選帝侯、1777年 - 1814年                                         | 内帑長官   | Erzschatzmeister | Archithesaurarius |                                                      |
|                                                                             | 旗手長     | Erzbannerträger  | Archivexillarius  | ハノーファー選帝侯、1708年 - 1710年、1714年 - 1777年 |